# Fårskärrskatan
Fårskärrskatan är en udde i Finland. Den ligger i Kristinestad i landskapet Österbotten, i den sydvästra delen av landet, 290 km nordväst om huvudstaden Helsingfors.
Terrängen inåt land är mycket platt. Havet är nära Fårskärrskatan åt nordväst. Runt Fårskärrskatan är det glesbefolkat, med 11 invånare per kvadratkilometer. Närmaste större samhälle är Kristinestad, 12,1 km norr om Fårskärrskatan. 